# Ед Гелмс
Едвард «Ед» Гелмс (англ. Edward «Ed» Helms; нар. 24 січня 1974) — американський актор і комедіант, відомий за свою роботу як кореспондент на The Daily Show with Jon Stewart, як Енді Бернард у Офісі і за його роль як лікар Стю Прайс у хітовій комедії 2009 року Похмілля у Вегасі.

## Життя
Ед Гелмс народився і зростав у Атланті (Джорджія), де він закінчив у 1992 школу The Westminster Schools
Після того як він закінчив Оберлін, він розпочав акторську кар'єру як письменник і виконавець з Нью-Йоркськими репрізерськими гуртами.

## Фільмографія
| Рік  | Українська назва                    | Оригінальна назва                                  | Роль                                           |
| ---- | ----------------------------------- | -------------------------------------------------- | ---------------------------------------------- |
| 2004 | Чорний м'яч (фільм)                 | Blackballed: The Bobby Dukes Story                 | Бункер McLaughlin                              |
| 2005 | Американський зомбі                 | Zombie-American                                    | Глен Зомбі                                     |
| 2006 | Переможець (мультфільм)             | en: Everyone's Hero                                | Хобо Льюї                                      |
| 2007 | Еван Всемогутній                    | en: Evan Almighty                                  | Арк Репортер                                   |
| 2007 | Я тобі повірю                       | en: I'll Believe You                               | Леон                                           |
| 2007 | Важко крокуючи                      | en: Walk Hard: The Dewey Cox Story                 | помічник режисера                              |
| 2008 | Напівпрофі                          | en: Semi-Pro                                       | Turtleneck                                     |
| 2008 | Зізнання шопоголіка                 | en: Confessions of a Shopaholic                    |                                                |
| 2008 | Знайомтеся: Дейв                    | en: Meet Dave                                      | № 2 у команді                                  |
| 2008 | Гарольд і Кумар: Втеча з Гуантанамо | en: Harold & Kumar Escape from Guantanamo Bay      | Перекладач                                     |
| 2008 | Нижча освіта (фільм)                | en: Lower Learning                                 | Моріс                                          |
| 2009 |                                     | Manure                                             | Чет Пігфорд                                    |
| 2009 | Монстри проти чужих                 | en: Monsters vs Aliens                             | Репортер новин                                 |
| 2009 | Ніч у музеї 2                       | en: Night at the Museum: Battle of the Smithsonian | Працівник музею                                |
| 2009 | Похмілля у Вегасі                   | The Hangover                                       | Лікар Стю Прайс                                |
| 2009 | Продавець                           | en: The Goods: Live Hard, Sell Hard                | Пакстон Хардінг                                |
| 2011 | Похмілля у Вегасі 2                 | The Hangover 2                                     | Лікар Стю Прайс                                |
| 2011 | Джеф який живе вдома                | Jeff Who Lives At Home                             |                                                |
| 2013 | Ми — Міллери                        | We're the Millers                                  | наркобарон Бред Ґардлінґер                     |
| 2013 | Похмілля: Частина III               | The Hangover Part III                              | Лікар Стю Прайс                                |
| 2014 | Одружити Беррі                      | Someone Marry Barry                                | Бен                                            |
| 2014 | Драйвер на ніч                      | Stretch                                            | Карл                                           |
| 2015 | Канікули                            | Vacation                                           | Расті Ґрізволд, пілот авіакомпанії економкласу |
| 2017 | Байстрюки                           | Bastards                                           | Пітер Рейнольдс                                |
| 2019 | Корпоративні тварини                | Corporate Animals                                  | Брендон                                        |
| 2019 | Пінгвіни                            | Penguins                                           | оповідач                                       |